# Lophoptera phaeobasis
Lophoptera phaeobasis là một loài bướm đêm trong họ Noctuidae.